# 回回苏
回回苏（学名：Perilla frutescens var. crispa）又名 赤苏、赤紫苏、红苏、红紫苏、青苏、青紫苏、等，是唇形科紫苏的一个变种，多年生草本植物。
回回苏在日语被称为「(紫蘇（しそ/shiso）)」，而紫苏被稱爲。回回苏比紫苏气味温和，更适合生食。

## 品种
- 皱紫苏 Perilla frutescens var. crispa f. crispa  - 叶片两面红色，略有褶皱。
- 红紫苏 Perilla frutescens var. crispa f. purpurea  - 叶片两面红色，没有褶皱。
- 青紫苏 Perilla frutescens var. crispa f. viridis - 叶片两面绿色，没有褶皱。
- Perilla frutescens var. crispa f. rosea - 叶片正面绿色背面红色，没有褶皱。

## 食材

### 中国
中国各地紫苏地方品种较多，但缺乏系统的紫苏品种选育工作。有关品种如河北石家庄紫苏、湖南长沙野紫苏（白苏）、大叶野紫苏、观音紫苏、益阳青梗紫苏、南县紫梗紫苏、陕西紫苏、上海紫苏、湖北竹溪紫苏、神农架紫苏、保康紫苏、秭归紫苏、宣恩紫苏、咸丰紫苏、咸丰苏子、鹤峰紫苏等。还有从日本引进的紫叶紫苏和绿叶紫苏等。
北方地区将紫苏视为配菜，常称其为「Suzi Ye｜Perilla Leaf(苏子叶）」，采取生食搭配肉类，酱类，为食物加入恰到好处的风味。

### 日本
在日本有很多回回苏的品种。不光是叶子，花萼和嫩芽也被用于刺身的装饰，来使整体颜色更好看以及添加清香气味。
苏叶在日本称为。红紫苏的叶含有矢车菊素，与梅子含有的柠檬酸反应，产生强烈的红色，可用作酸梅等腌菜的着色剂，干燥的红苏叶可用来制作七味粉以及拌飯素。青紫苏的叶可用于天妇罗。

### 越南
越南人用在炖菜和煮菜中加入紫苏叶，或者将紫苏叶摆放在越南米粉上作为装饰。他们使用的紫苏品种的叶子一面红中带绿，一面是紫色，与日本紫苏品种相比香气更浓。